# Flaga Łodzi

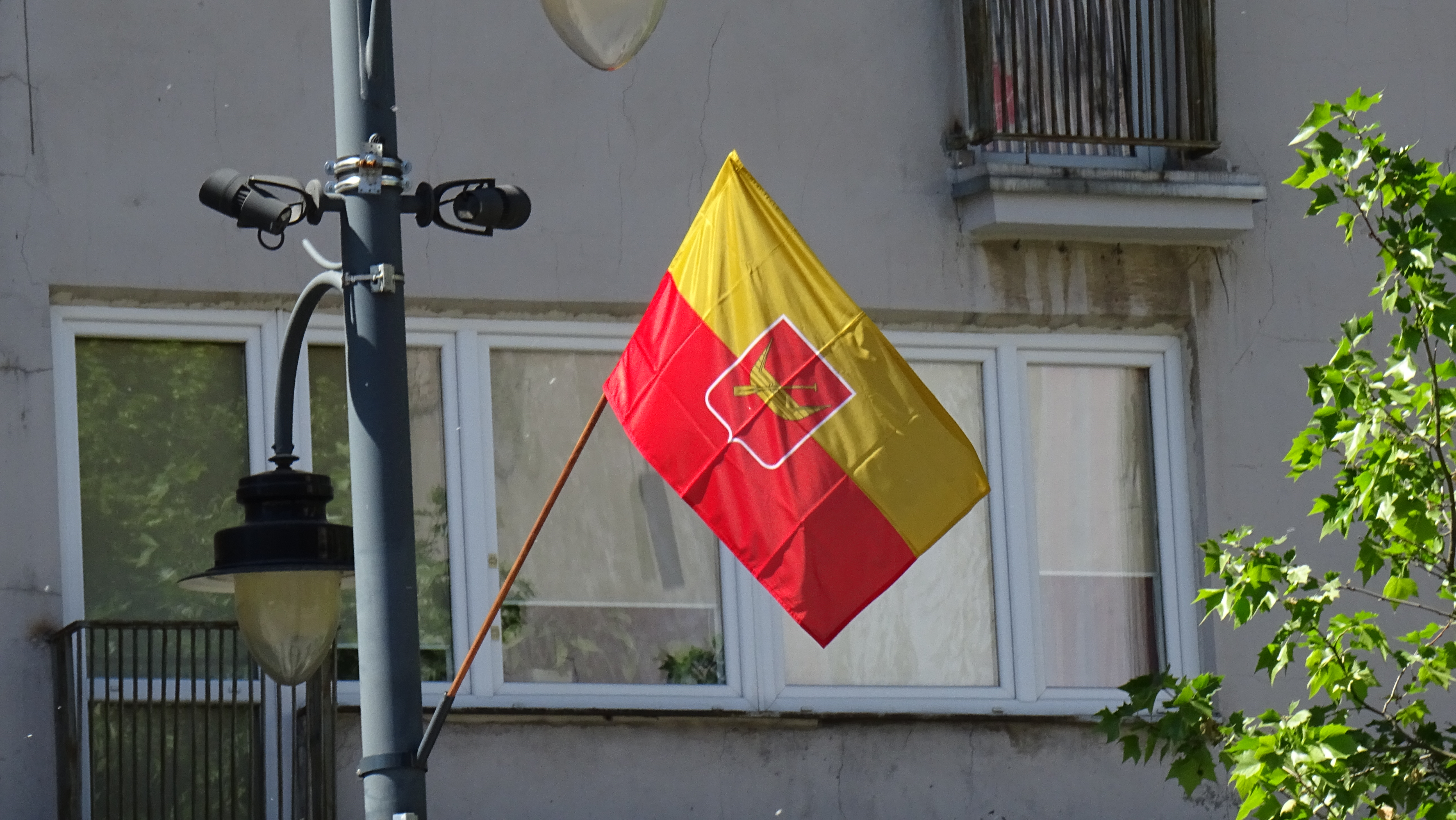
Flaga Łodzi na jednej z latarni na ulicy Piotrkowskiej

Flaga Łodzi – jeden z symboli miejskich Łodzi w postaci flagi.

## Historia
Flaga miejska w Łodzi została po raz pierwszy wywieszona w 1936 roku. Minister Felicjan Składkowski zarządzeniem z 5 czerwca 1936 roku zdecydował o nadaniu miastu Łodzi historycznie uzasadnionego herbu: "W polu czerwonym, łódź z wiosłem – złote". W tym samym czasie zaczęła obowiązywać flaga miejska w barwach nawiązujących do herbu, były nimi dwa poziome pasy złoty i czerwony, na których umieszczony był herb miasta. W czasie wojny, po zmianie przez hitlerowskie władze okupacyjne nazwy miasta na Litzmannstadt, miasto używało jako flagi barw rodu Litzmannów. Po zakończeniu wojny flaga powróciła nad magistrat dopiero w 1986. Mimo to Łódź była jednym z pierwszych polskich miast, które przywróciły swoje flagi. 

## Współczesne regulacje prawne
Obecnie kształt i kolor flagi miasta Łodzi reguluje Uchwała Rady Miejskiej w Łodzi z 4 września 1996 roku, która nawiązując do ministerialnej uchwały z 1936 roku, stwierdza iż flagą miasta Łodzi jest:

Prostokątny płat tkaniny o barwach miasta obustronnie jednakowy, a herb Miasta może być stosowany łącznie z flagą Miasta w ten sposób, że będzie on umieszczony pośrodku flagi, równomiernie na pasie złotym i czerwonym, a tło herbu zostanie otoczone nieznacznej szerokości białą obwódką.